# اولیور ریسر
اولیور ریسر (انگلیسی: Oliver Risser؛ زادهٔ ۱۷ سپتامبر ۱۹۸۰) بازیکن فوتبال اهل آلمان است.
از باشگاه‌هایی که در آن بازی کرده‌است می‌توان به باشگاه بریدابلیک، باشگاه فوتبال کوپیون پالوسئورا، باشگاه فوتبال هانوفر ۹۶، باشگاه فوتبال سوئیندون تاون، باشگاه فوتبال آلدرشات تاون، باشگاه فوتبال ایستلی، باشگاه فوتبال اس‌وی زاندهاوزن، باشگاه فوتبال استیونج، و باشگاه فوتبال لین اشاره کرد.
وی همچنین در تیم ملی فوتبال نامیبیا بازی کرده‌است.